# Distichopora robusta
Distichopora robusta is een hydroïdpoliep uit de familie Stylasteridae. De poliep komt uit het geslacht Distichopora. Distichopora robusta werd in 2004 voor het eerst wetenschappelijk beschreven door Lindner, Cairns & Guzman. 